# Crepis amplexifolia
Crepis amplexifolia là một loài thực vật có hoa trong họ Cúc. Loài này được (Godr.) Willk. mô tả khoa học đầu tiên năm 1865.